# Mistrzostwa Niemiec w rugby 7 kobiet
Mistrzostwa Niemiec w rugby 7 kobiet – rozgrywki rugby 7 prowadzone corocznie, mające na celu wyłonienie najlepszej żeńskiej drużyny w tej dyscyplinie sportu w Niemczech. Rozgrywki organizowane są od roku 2000.

## Zwycięzcy
Źródło
| Rok  | Zwycięzca          | Finalista          | Wynik             |
| ---- | ------------------ | ------------------ | ----------------- |
| 2000 | FC St. Pauli Rugby | rozgrywki grupowe  | rozgrywki grupowe |
| 2001 | FC St. Pauli Rugby | rozgrywki grupowe  | rozgrywki grupowe |
| 2002 | FC St. Pauli Rugby | ASV Köln           | 31:0              |
| 2003 | SC Germania List   | SC Neuenheim       | 5:0               |
| 2004 | SC Germania List   | SC Neuenheim       | 20:0              |
| 2005 | ASV Köln           | SC Neuenheim       | 10:5              |
| 2006 | Heidelberger RK    | SC Germania List   | 40:0              |
| 2007 | SC Neuenheim       | FC St. Pauli Rugby | 22:17             |
| 2008 | Heidelberger RK    | SC Neuenheim       | 24:15             |
| 2009 | Heidelberger RK    | rozgrywki grupowe  | rozgrywki grupowe |
| 2010 | Heidelberger RK    | SC Neuenheim       | 29:0              |
| 2011 | Heidelberger RK    | SG Berlin          | 60:5              |
| 2012 | Heidelberger RK    | SC Neuenheim       | 30:7              |
| 2013 | Heidelberger RK    | SC Neuenheim       | 37:14             |